# سان فيليو دي بايارولس
بلدية سان فيليو دي بايارولس (بالإسبانية: San Feliu de Pallarols) هي بلدية تقع في مقاطعة جرندة التابعة لمنطقة كتالونيا شمال شرق إسبانيا.

## الديموغرافيا
بلغ عدد سكان بلدية سان فيليو دي بايارولس 1.330 نسمة عام 2011 (وفقاً للمعهد الوطني الإسباني للإحصاء).
| 1.101 | 1.140 | 1.163 | 1.223 | 1.335 | 1.397 | 1.330 |